# Бунт
 Тази статия е за надигането срещу властта.  За еврейската социалистическа партия вижте Бунд.  
Бунт (архаично: буна, от немски: Bund – „съединение, съюз, свръзка“) е масово надигане срещу властта в израз на несъгласие и неприемане на съществуващия ред в управлението на държавата и обществото.
Може да бъде въоръжен или под формата на гражданско неподчинение.